# Hofmark Seeon

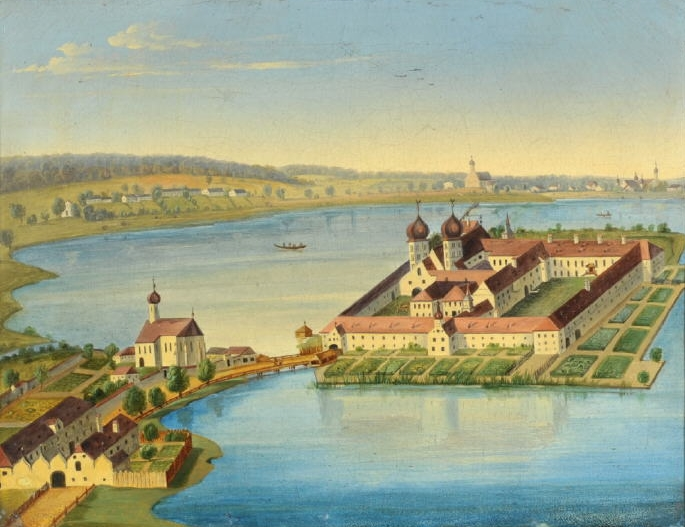
Kloster Seeon im 18. Jahrhundert

Die Hofmark Seeon war eine Hofmark des Klosters Seeon im heutigen oberbayerischen Landkreis Traunstein. Da innerhalb der Hofmark keine anderen Gerichts- und grundherrschaftlichen Rechte bestanden, wird sie als geschlossene Hofmark bezeichnet.
In der Hofmark waren 147 grunduntertane Güter in 25 Orten der direkten Umgebung zur größten Hofmark des Klosters zusammengefasst. 